# Adrian Mitu
Pour les articles homonymes, voir Mitu (homonymie).
Pas d'image ? Cliquez ici

a Compétitions nationales et continentales officielles uniquement.

b Matchs officiels uniquement.
Dernière mise à jour le 31 octobre 2024.
Adrian Mitu, né le 12 mai 2004 à Meaux (Seine-et-Marne), est un joueur international roumain de rugby à XV jouant au poste de troisième ligne centre au Soyaux Angoulême XV depuis 2024.
Son oncle Petre Mitu est également un joueur international roumain de rugby à XV.

## Biographie

### Jeunesse et formation
Adrian Mitu naît à Meaux en Seine-et-Marne le 12 mai 2004. Il grandit à Saint-Jean-d'Angély dans une famille imprégnée de rugby à XV originaire des Carpates. Ses oncles et son père ont tous excellé dans ce sport, inspirant ainsi Adrian dès son plus jeune âge. Il est le neveu de Petre Mitu, qui a disputé la Coupe du monde avec la Roumanie en 1999.
Après avoir été initié au rugby à XV dès l'âge de cinq ans au Rugby Athletic Club angérien, Mitu rejoint ensuite l'US Saintes. Il pratique également le water-polo dans sa jeunesse. Son passage par le lycée Bellevue de Saintes lui a permis de se faire remarquer par le Soyaux Angoulême XV Charente.
En 2022, après deux saisons au SA XV, il rejoint le centre de formation de la Section paloise, afin de parfaire sa formation,.
En dehors du terrain, Adrian Mitu poursuit également ses études en marketing. Son attachement à ses racines roumaines se manifeste dans son désir éventuel de représenter le XV de Roumanie s'il ne parvient pas à atteindre l'équipe de France.

### En club
Adrian Mitu évolue avec les espoirs du club béarnais depuis 2022. Néanmoins, il joue avec l'équipe de rugby à sept de la Section, notamment durant le Supersevens 2022.
En 2024, alors qu'il n'a jamais joué avec la Section paloise, il fait son retour dans l'un de ses clubs formateurs, le Soyaux Angoulême XV. Il s'y engage pour deux ans, soit jusqu'en 2026.

### En équipe nationale
Sa carrière internationale débute en 2022 lorsqu'il est sélectionné pour représenter l'équipe de France des moins de 18 ans face à l'Italie. Il entre en jeu à la suite de la blessure de Maxime Rakotomalala. Il évolue ce jour-là aux côtés de ses futurs coéquipiers à la Section Théo Attissogbé, Grégoire Arfeuil, Brent Liufau et Alexandre Etchebehere.
Mitu confie que c'est une opportunité qu'il n'avait pas anticipée, mais qu'il a saisie avec détermination. 
En 2024, Mitu dispute trois rencontres du Championnat d'Europe de rugby à XV 2023-2024 avec l'équipe de Roumanie, étant notamment titulaire lors de la petite finale face à l'Espagne au stade Jean-Bouin.